# My Bed
My Bed (pol. Moje łóżko) – instalacja brytyjskiej artystki Tracey Emin, stworzona w 1998 roku, wystawiona w Tate Gallery (obecnie Tate Britain) w Londynie od 20 października 1999 do 23 lutego 2000 roku jako jedno z dzieł zakwalifikowanych do Nagrody Turnera. Składa się z niepościelonego łóżka artystki (o wymiarach 79 × 211 × 234 cm) z rozłożonymi wokół różnymi przedmiotami. Praca należy do nurtu tzw. britartu.
Instalacja zyskała duże zainteresowanie mediów, przede wszystkim dlatego, że artystka pozostawiła plamy po różnych wydzielinach na prześcieradle; przy łóżku znajdowały się także zużyte prezerwatywy, bielizna poplamiona krwią menstruacyjną, pusta butelka po wódce, kapcie, niedopałki papierosów i inne przedmioty. Według Tracey Emin łóżko jest w takim stanie, w jakim było, gdy spędziła w nim wiele dni pogrążona w ciężkiej depresji z powodu problemów w swoim związku.
Podczas wystawy w Tate Britain performerzy Yuan Chai i Jian Jun Xi wskoczyli na łóżko, aby – jak później wyjaśniali – ulepszyć dzieło sztuki. Swój performance nazwali Two Naked Men Jump Into Tracey's Bed (pol. Dwóch nagich mężczyzn skacze na łóżko Tracey). Na łóżku odbyli także trwającą około 15 minut walkę na poduszki. Performerzy, mimo aplauzu publiczności, zostali usunięci przez ochronę i zatrzymani, jednak nie wszczęto postępowania w tej sprawie.
Pomimo tego, że Tracy Emin nie zdobyła Nagrody Turnera, Tate Gallery chciało kupić jej instalację. Jednak większą cenę zaoferował kolekcjoner Charles Saatchi. Cena wyniosła 200 tys. funtów (nie 150 tys., jak podawały media). W 2006 roku wartość rynkowa instalacji wynosiła milion funtów. W lipcu 2010 roku Saatchi ogłosił, że po jego przejściu na emeryturę cała kolekcja sztuki należąca do Galerii Saatchi, w tym instalacja Tracey Emin, zostanie przeniesiona do nowej placówki o charakterze publicznym – Museum of Contemporary Art w Londynie.